# Chalumeau (acériculture)
Un chalumeau ou une goudrelle est en acériculture, une pièce en forme de tuyau servant à extraire l’eau d’érable à sucre. Il est composé d’une extrémité allongée et conique au bout arrondi que l’on enfonce dans l’arbre après l’avoir entaillé. L’autre extrémité est en forme de robinet sous lequel on accroche un seau pour y recueillir l’eau d’érable. 

## Historique
Au XIXe siècle, le chalumeau était fait de bois de cèdre. De nos jours, il est généralement fait d’aluminium ou de nylon.

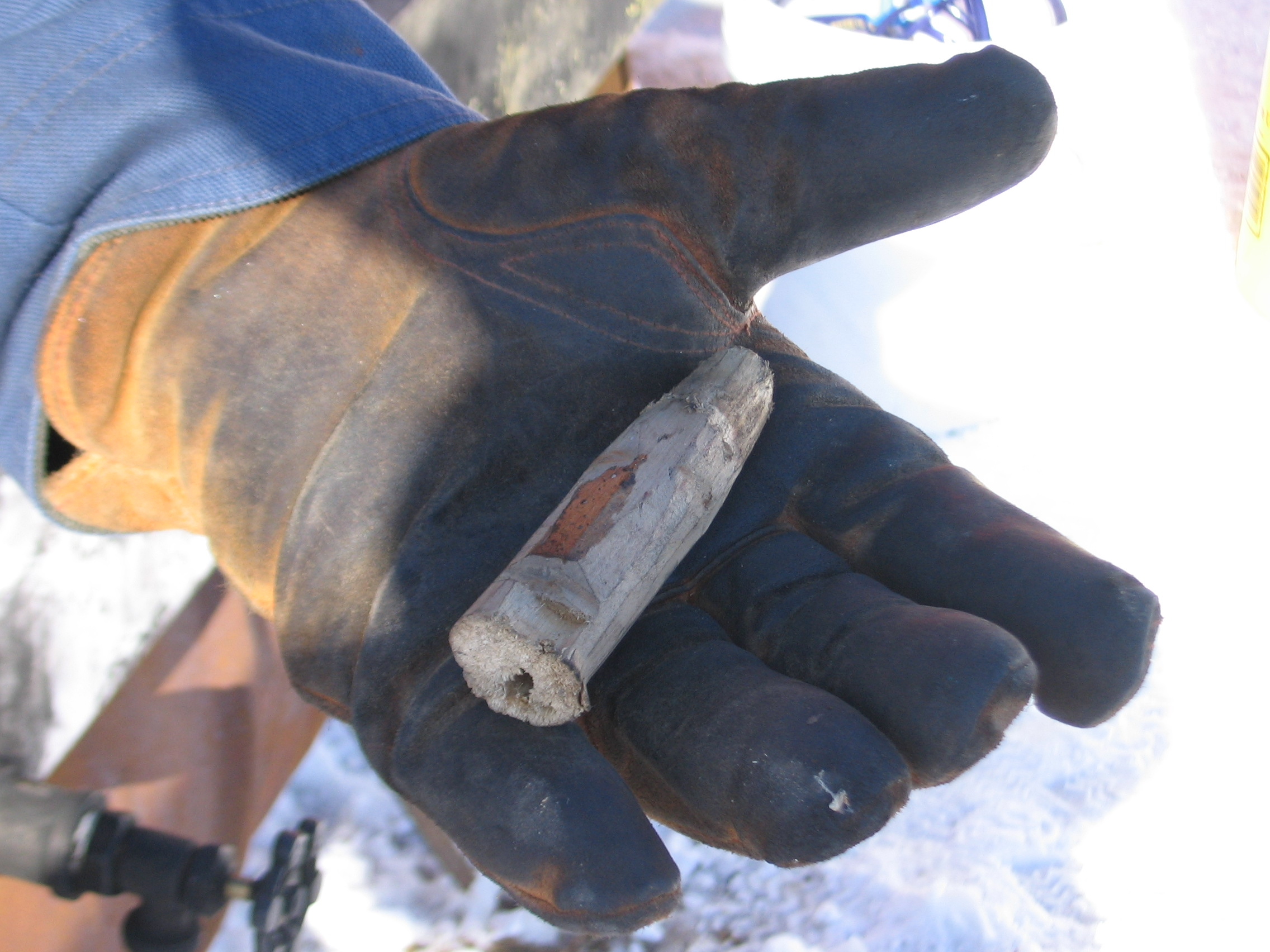
Chalumeau traditionnel
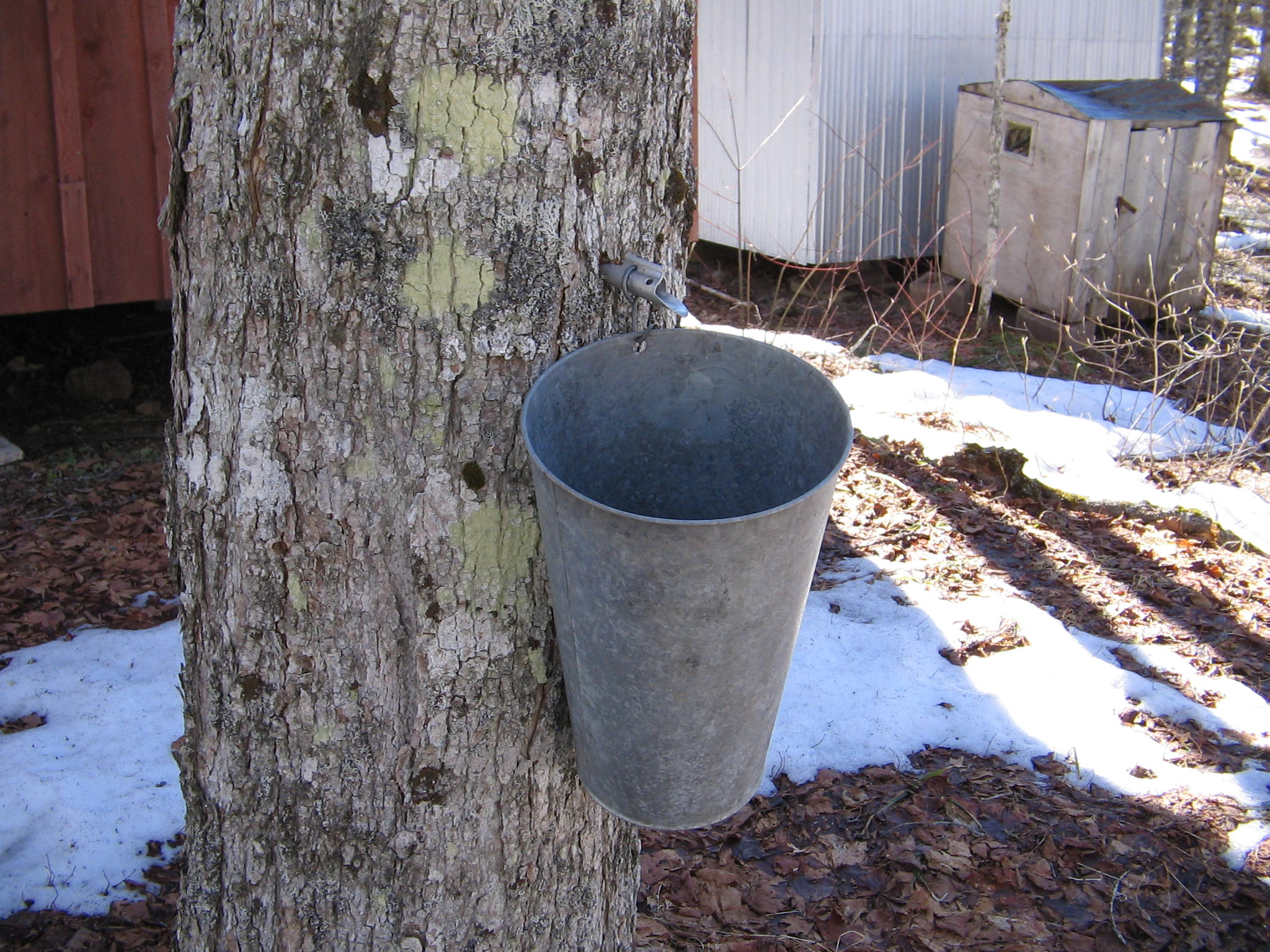
Chalumeau en aluminium
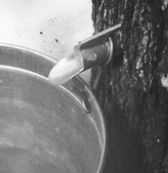
Chalumeau